# Wideofon

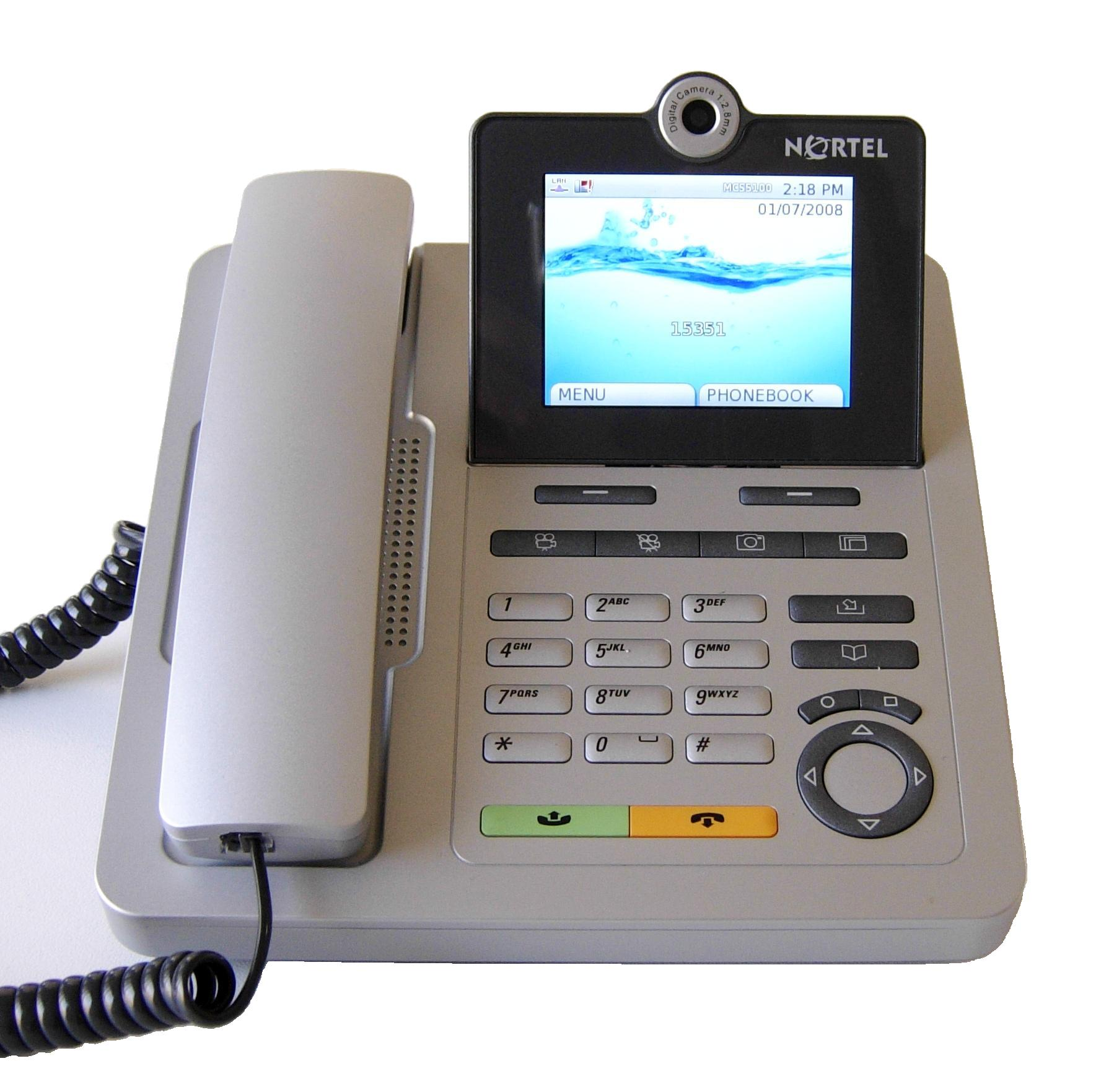
Wideofon

Wideofon (nazwa pełna: wideotelefon) – aparat telefoniczny wyposażony w mały monitor ekranowy. W czasie prowadzenia rozmowy, rozmówcy widzą się nawzajem na monitorach znajdujących się przy aparatach telefonicznych. Urządzenie pozwala na wymianę informacji audio-wizualnych.